# Bò rừng bizon đồng bằng
Bò rừng bizon đồng bằng (Plain bison) hoặc là một trong hai phân loài của bò rừng bizon Bắc Mỹ, phân loài còn lại là các bò rừng bizon núi (Bison bison athabascae). Có ý kiến cho rằng, bò rừng bizon đồng bằng lại được chia thành hai phân loài ở miền Bắc (Bison bison montanae) và một phân loài phía Nam, nâng tổng số lên ba. Tuy nhiên, điều này thường không được đồng tình. Có một dân số tự nhiên còn sót lại của bò rừng bizon đồng bằng trong vườn quốc gia Yellowstone (trong công viên đàn bò rừng bizon Yellowstone với khoảng 3.000 con bò rừng) và những đàn bò rừng nhỏ hơn ở nhiều nơi khắp Canada và Hoa Kỳ.

## Hình ảnh

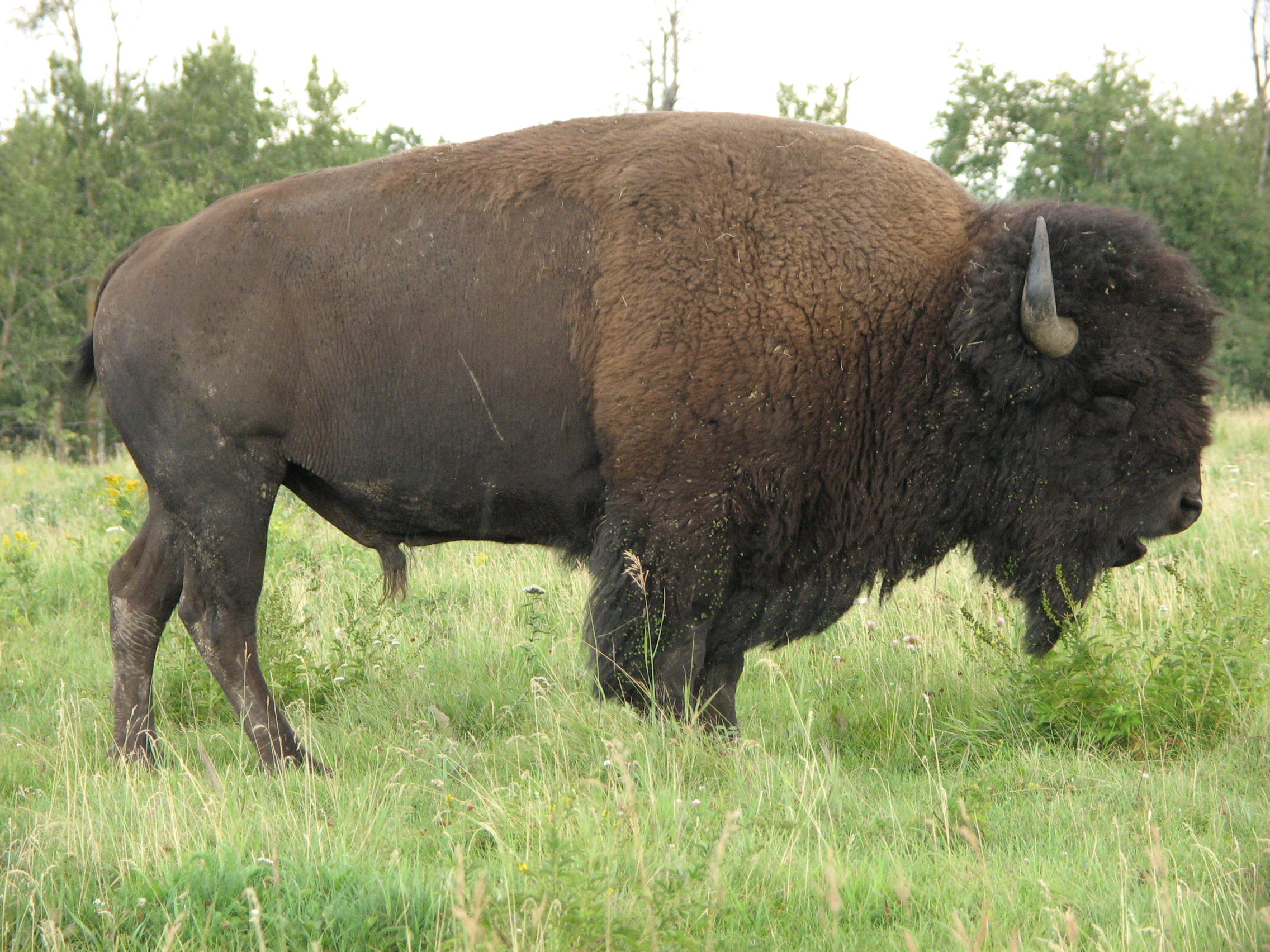
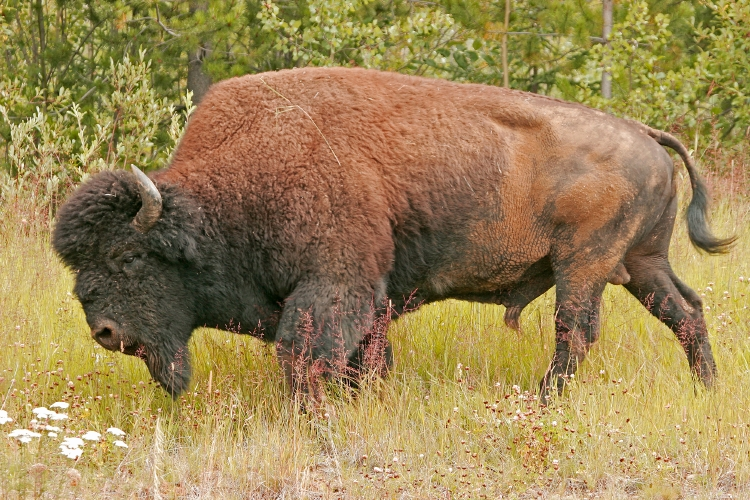
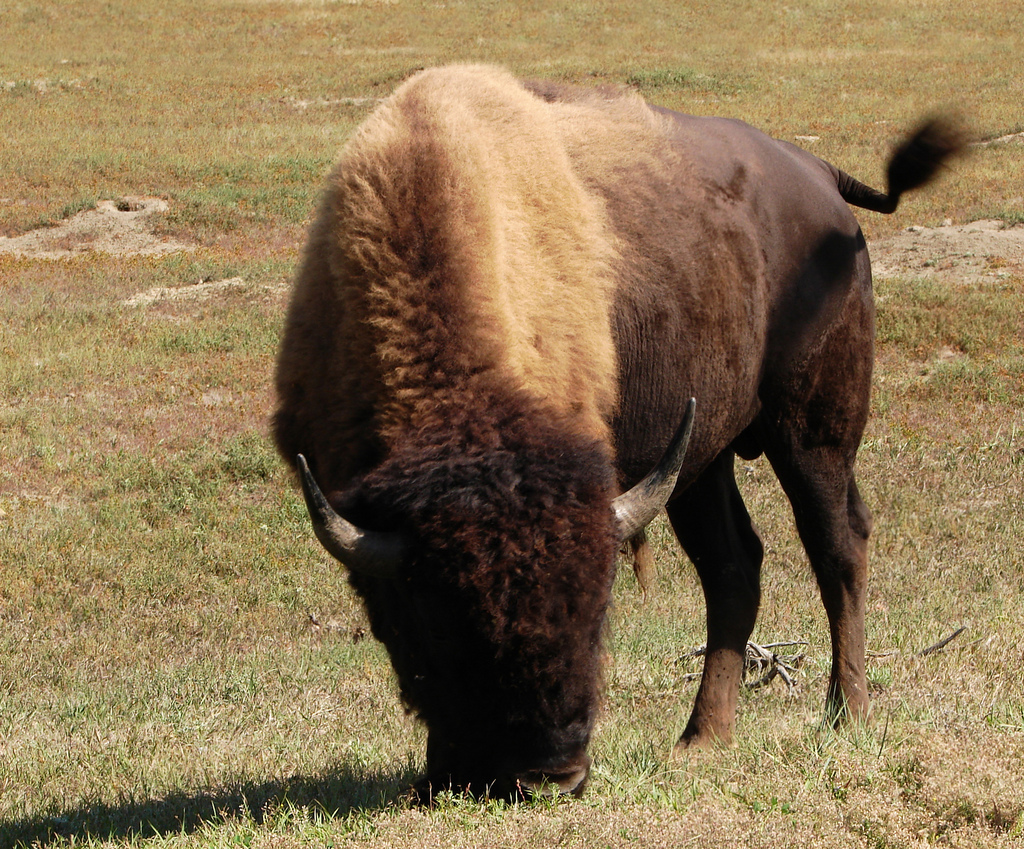
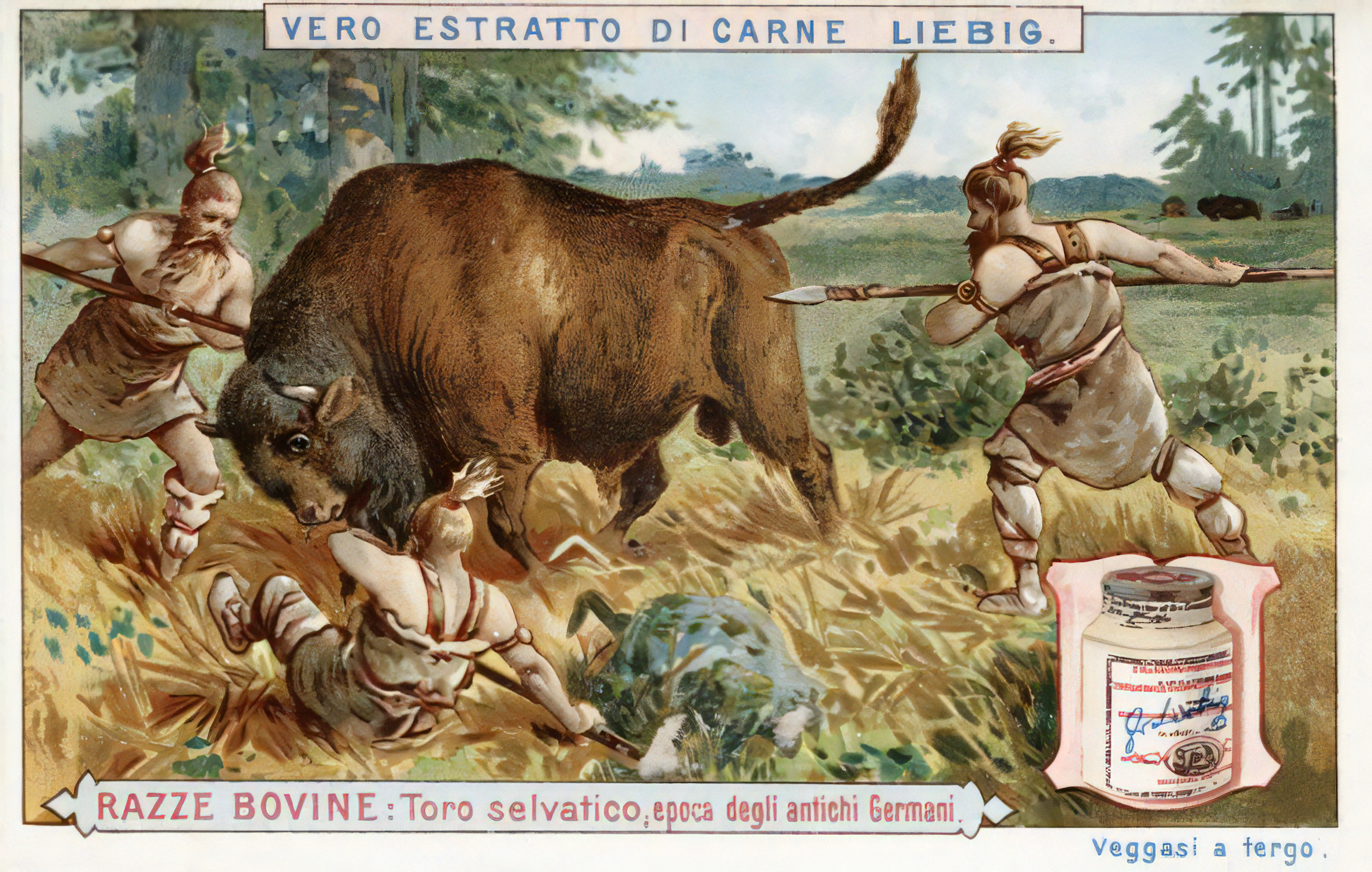